# Mastophora conifera
Mastophora conifera är en spindelart som först beskrevs av Holmberg 1876.  Mastophora conifera ingår i släktet Mastophora och familjen hjulspindlar. Inga underarter finns listade i Catalogue of Life.